# Szifnosz
Szifnosz (görög írással Σίφνος) sziget az Égei-tengerben, Görögország területén. A Kükládok szigetcsoport tagja

## Közigazgatási beosztás
| Önkormányzat | Görög név                     | Adminisztratív kód | Terület (km²) | Lakosság (2001) | Lakosság (2011) | Falvak és apró szigetek                                                                        |
| ------------ | ----------------------------- | ------------------ | ------------- | --------------- | --------------- | ---------------------------------------------------------------------------------------------- |
| Apollonia    | Δημοτική Κοινότητα Απολλωνίας | 65040001           | 48,1          | 1593            | 1691            | Apollonia, Vathi, Kamaresz, Kasztro, Kato Petali, Kitriani, Platis Gialos, Farosz, Chriszopigi |
| Artemonasz   | Τοπική Κοινότητα Αρτεμώνος    | 65040002           | 25,9          | 0849            | 0934            | Artemonasz, Agia Marina, Troulaki, Cherroniszosz                                               |
| Összesen     | Összesen                      | 6504               | 73,94         | 2442            | 2625            |                                                                                                |

## Történelem
Az ókorban a bányáiból (arany és nagy ezüsttartalmú ólomérc) nagy gazdagságra tett szert, annyira, hogy Delphoiban egy ragyogó kincsesházat emeltek. Később az Attikai Szövetségnek is magas összegeket fizettek.
A római és bizánci időkben szerepe háttérbe szorult. 1537-ben a törökök kezére került, majd csak 1832-ben került a görög királysághoz.

## Turizmus

### Fő kikötők
- Kamaresz (Kamari). Ide érkeznek a hajók Pireuszból. Innen egy út vezet felfelé a főváros, Apollónia felé, amely a szomszédos faluval, Artemonnal (Artemonasz) összenőtt.
- Herronissos
- Faros
- Platu Gialosz
- Vathi

### Strandok
A legnevezetesebb tengerparti strandok:
- Cheronisosz (Χερόννησος)
- Poulati (Πουλάτη)
- Faros (Φάρος)
- Platu Gialosz (Πλατύς Γιαλός)
- Vathi (Βαθύ)
- Apokofto (Αποκοφτό)
- Broulidia (Βρουλίδια)
- Fukiada (Φυκιάδα)
- Chrisszopigi

### Egyéb
Kasztro faluja megőrizte középkori hangulatát. Egy velencei kori fellegvár nyomait láthatjuk itt.
Kamaresz mellett a turizmus főleg Platu Gialosz és Vathi strandjain van jelen.

## Galéria

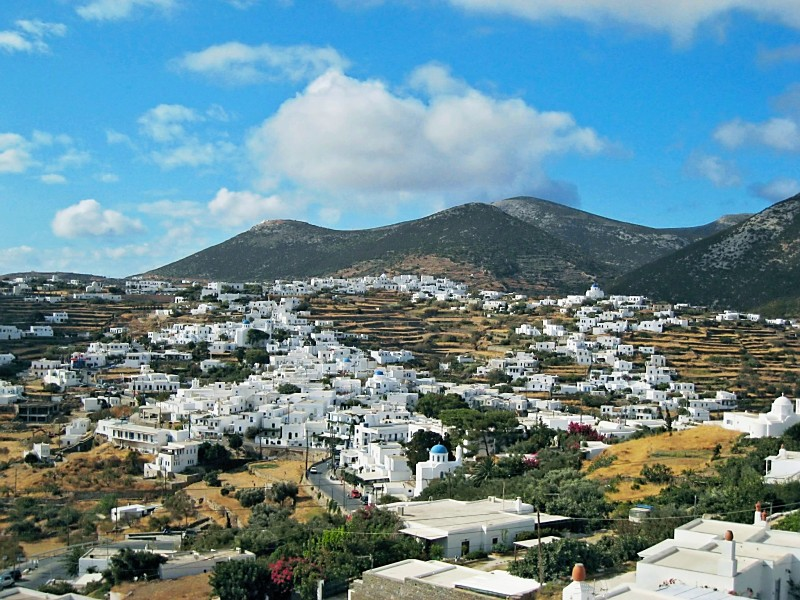
Artemonasz és Apollonia
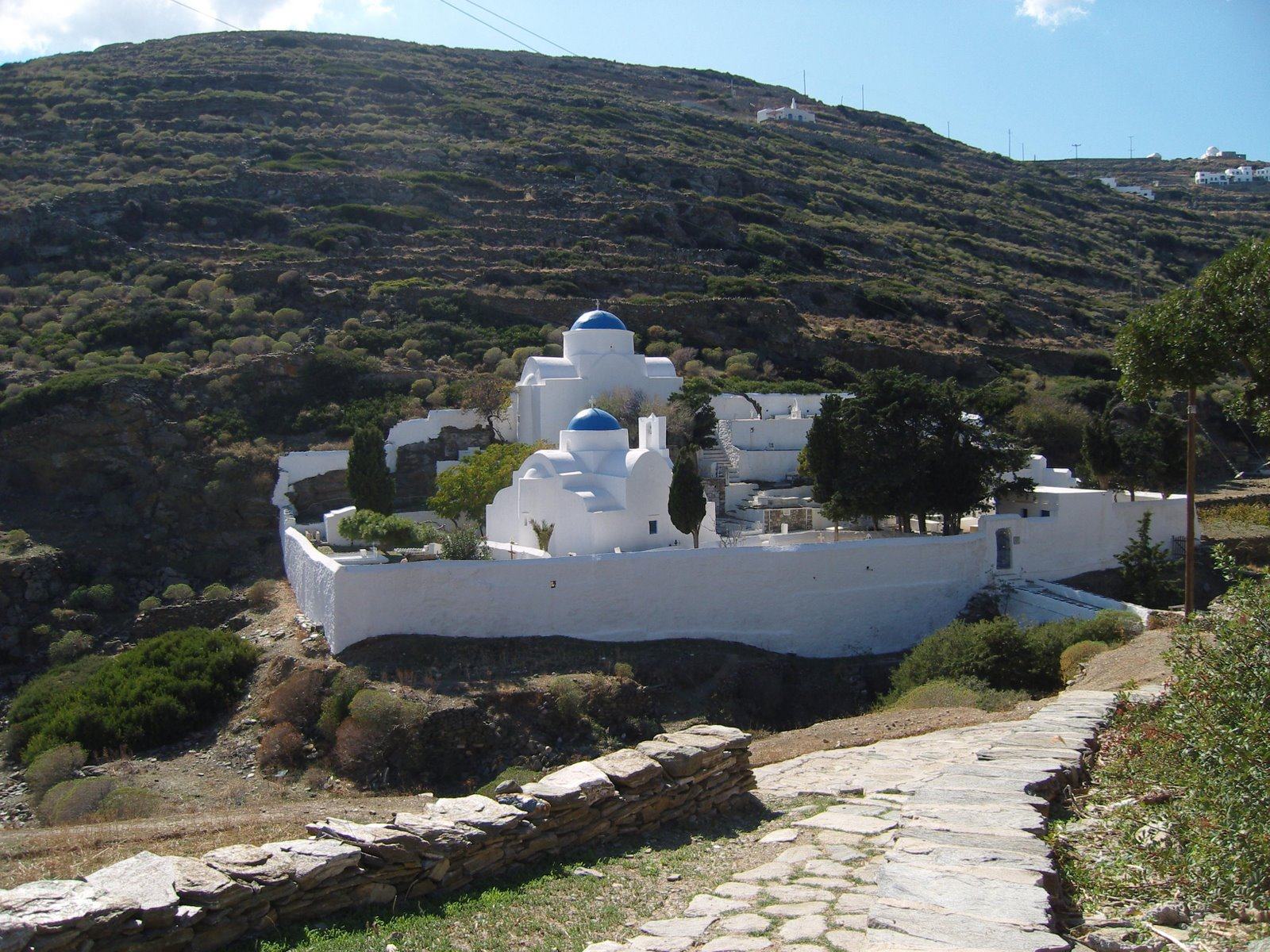
Szent Sír templom, Kasztro
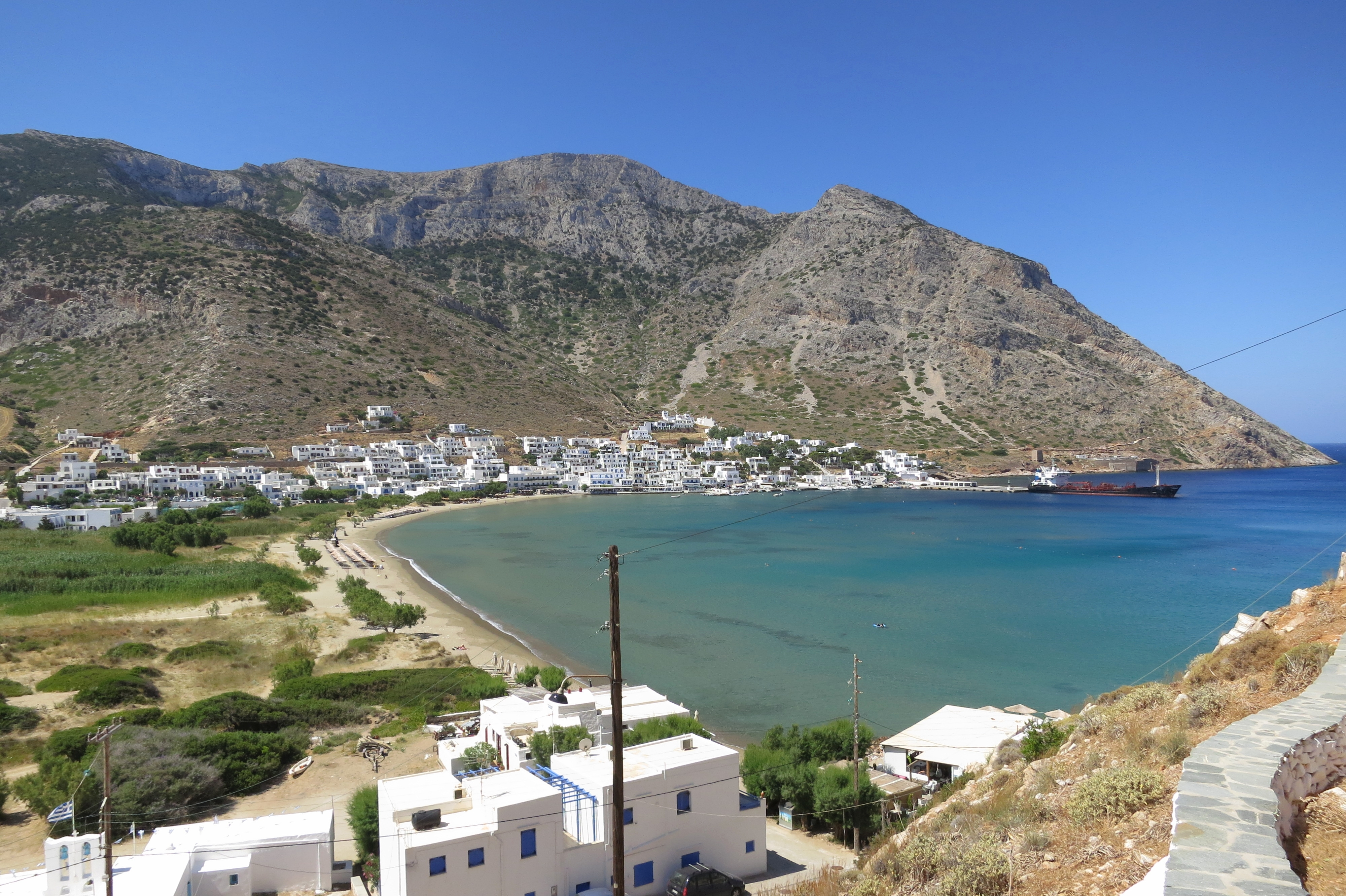
Kamaresz
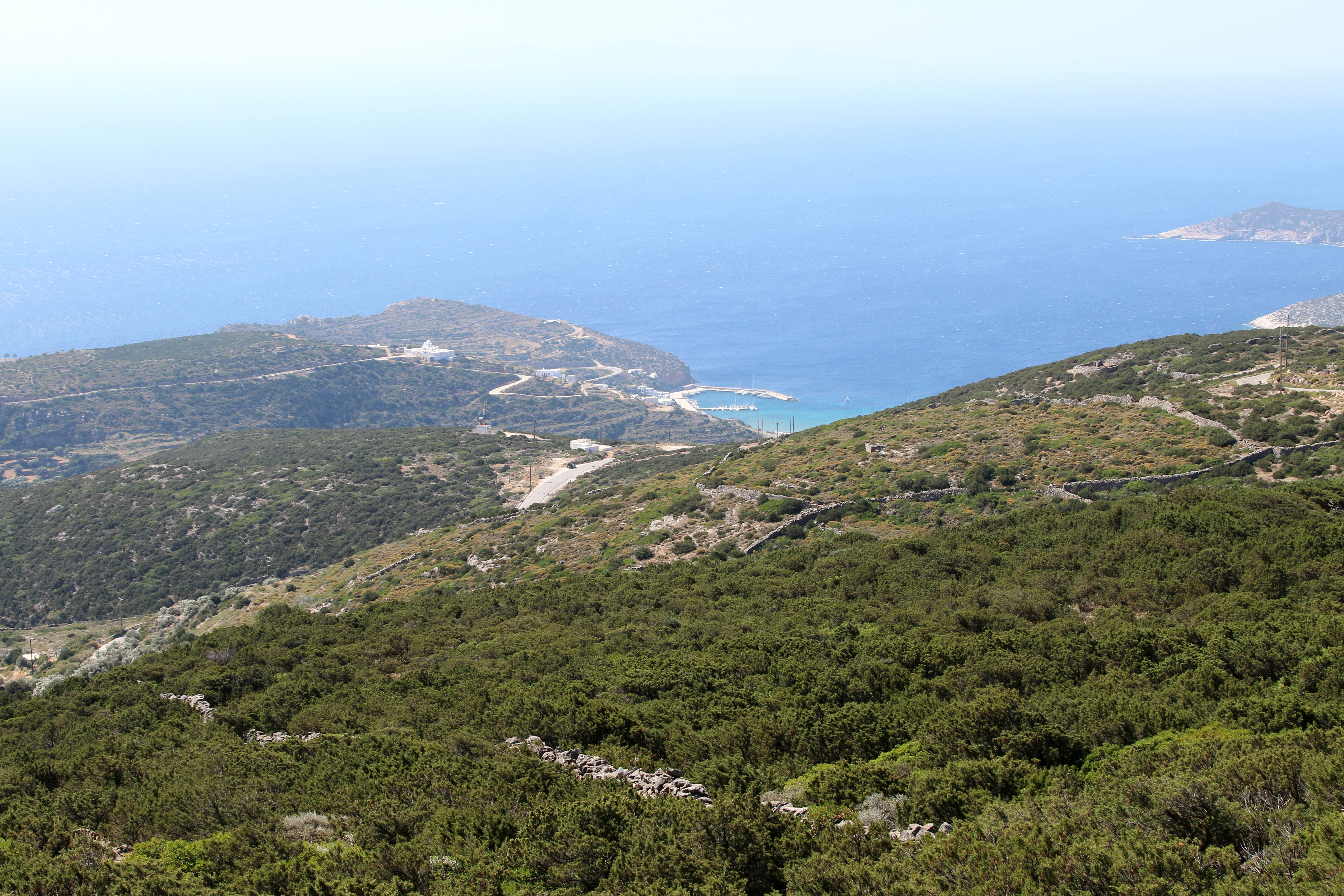
Tájkép Platu Gialosz környékén

## Fordítás
Ez a szócikk részben vagy egészben  a   Sifnos című német Wikipédia-szócikk fordításán alapul.  Az eredeti cikk szerkesztőit annak laptörténete sorolja fel. Ez a jelzés csupán a megfogalmazás eredetét és a szerzői jogokat jelzi, nem szolgál a cikkben szereplő információk forrásmegjelöléseként.